# Biskupi Hamilton na Bermudach
Biskupi Hamiltona na Bermudach - lista biskupów pełniących swoją posługę w diecezji hamiltońskiej na Bermudach.

## Prefekci apostolscy Bermudów (1953-1956)
| L.p. | Lata rządów | Imię i nazwisko                |
| ---- | ----------- | ------------------------------ |
| *    | 1953–1954   | sede vacante                   |
| 1.   | 1954–1956   | o. Robert Stephen Dehler, C.R. |

## Wikariusze apostolscy Bermudów (1956-1967)
| L.p. | Lata rządów | Imię i nazwisko                |
| ---- | ----------- | ------------------------------ |
| 1.   | 1956–1966   | bp Robert Stephen Dehler, C.R. |

## Ordynariuszehamiltońscy (od 1967)
| L.p. | Lata rządów | Imię i nazwisko                  |
| ---- | ----------- | -------------------------------- |
| 1.   | 1967–1974   | bp Bernard James Murphy, C.R.    |
| 2.   | 1975–1995   | bp Brian Leo John Hennessy, C.R. |
| 3.   | 1995–2015   | bp Robert Joseph Kurtz, C.R.     |
| 4.   | od 2015     | bp Wiesław Śpiewak, C.R.         |